# آریوبرزن (پادشاه پنتوس)
آریوبرزن (به پارسی باستان: 𐎠𐎼𐎡𐎹𐎠𐎲𐎼𐏀𐎠𐎴؛ نویسه‌گردانی: *Aryābr̥zans؛ زبان یونانی باستان: Ἀριοβαρζάνης؛ نویسه‌گردانی: Ariobarzánēs)، (پادشاهی از ۲۶۶–۲۵۰ پ. م) دومین فرمانروای پادشاهی پونتوس بود که در سال ۲۶۶ پ.م. جانشین پدرش مهرداد یکم شد و خود نیز در زمانی نامشخص میان ۲۵۸–۲۴۰ پ.م. درگذشت. وی کنترل شهر آماسرا در پافلاگونیا را بدست آورد؛ پس از آن‌که، این شهر تسلیم او شد. او و پدرش به دنبال کمک و همراهی گل‌ها بودند که دوازده سال پیش از مرگ مهرداد، وارد آسیای کوچک شده بودند. هدف آن‌ها از این همکاری، بیرون راندن مصری‌ها بود که به دستور بطلمیوس دوم به آسیای کوچک آمده بودند. آریوبرزن سرانجام در ۲۵۰ پ.م. درگذشت و مهرداد دوم جای او را گرفت.